# James Bacon
James Bacon (12 de maio de 1914 – Northridge, 18 de setembro de 2010)  foi um jornalista e escritor estadunidense, tendo trabalhado também como ator, em filmes e na televisão. Era um dos principais jornalistas a escrever sobre Hollywood. Foi repórter do The Associated Press por 23 anos e mais tarde como um colunista do Los Angeles Herald Examiner por 18 anos. Escreveu três livros: Hollywood Is a Four Letter Town, Made in Hollywood e a biografia de Jackie Gleason How Sweet It Is.
Morreu enquanto dormia, de insuficiência cardíaca congestiva em sua casa em Northridge, na Califórnia, aos 96 anos.